# Bahjoi
Bahjoi ist eine Stadt im indischen Bundesstaat Uttar Pradesh.
Bahjoi liegt in der nordindischen Ebene 140 km östlich der Bundeshauptstadt Neu-Delhi. Sie liegt 15 km südwestlich von Chandausi.
Die Stadt bildet den Verwaltungssitz des 2011/2012 neu gegründeten Distrikts Sambhal.
Zuvor war Bahjoi Teil des Distrikts Moradabad.
Die Stadt liegt an der nationalen Fernstraße NH 93 (Aligarh–Moradabad). Weitere Hauptstraßen führen nach Sambhal und Badaun.
Bahjoi besitzt als Stadt den Status eines Nagar Palika Parishad. Die Stadt ist in 25 Wards gegliedert. Beim Zensus 2011 hatte Bahjoi 37.037 Einwohner.
71,92 % der Bevölkerung sind Anhänger des Hinduismus, 27,41 % sind Muslime.